# آيت اسليمان (لقصير)
آيت اسليمان هي إحدى مشيخات المملكة المغربية، تتبع جغرافيا لإقليم الحاجب وإداريًا للقصير. يقدر عدد سكانها بـ 4605 نسمة حسب الإحصاء الرسمي للسكان والسكنى لسنة 2004.